# Frits Clausen
Frits Clausen (12. november 1893 i Aabenraa – 5. december 1947 i København) var fra 1933 til 1944 partifører for Danmarks Nationalsocialistiske Arbejderparti (DNSAP).

## Baggrund
Han var født i en dansksindet familie, og blev indkaldt til tysk krigstjeneste under første verdenskrig. Som krigsfange i nærheden af Moskva blev han leder af de dansksindede sønderjyske krigsfanger, og efter krigen hædret af kejserinde Dagmar. I 1918 kom han til København for at studere medicin. I 1923-24 tog han embedseksamen, hvorefter han blev praktiserende læge i Aabenraa og Bov. I 1924 overtog han en lægepraksis i Bovrup. Nyere forskning tegner billedet af Frits Clausen som en afholdt og socialt engageret læge og privatperson.
Clausen var i 1920'erne stærkt national og tilhænger af et Danmark til Ejderen. Han var medlem af det Konservative Folkeparti, indtil han i 1931 blev medlem af det nyoprettede DNSAP. Fra 1933 til 1944 var han partifører for DNSAP og fra 1939 til 1945 medlem af Folketinget for partiet.
I 1939 medvirkede han i propagandafilmen SA-skolefilmen.

## Werner Calm-sagen
I september 1938 beskyldte Clausen på møder i Lunderskov og Holbæk justitsminister K.K. Steincke for "at smugle jødiske, kommunistiske provokatører ind i landet".
En dansk gift, jødisk flygtning havde i februar bedt Steincke om asyl for sin bror, den tyske jøde Werner Calm, der var flygtet til Sovjetunionen og der blevet fængslet for spionage og truet med udvisning. I første omgang afslog Steincke, da Calm var uden tilknytning til Danmark og næppe befandt sig i livsfare; men søsteren opsøgte så personligt ministeren for at understrege at der kun var tale om et midlertidigt ophold, da hendes bror tænkte sig videre til Sydamerika. Der var midler til at dække hans ophold i Danmark og rejsen videre; dertil forsikrede den jødiske hjælpeorganisation "Komitéen af 4. maj 1933" om sin bistand. Indrejsetilladelse blev så givet efter de gældende regler for asyl, men kom aldrig til anvendelse, da Calm formentlig ikke slap ud af sit sovjetiske fangenskab. Men den nazistiske presse havde fået nys om sagen og anstillede egne undersøgelser, hvorefter det forlød at Calm var involveret i en drabssag i Tyskland; denne oplysning har dog ikke ladt sig bekræfte. I stedet blev der rejst tiltale mod Clausen for bagvaskelse og ærekrænkelse. Han blev idømt en bøde på 200 kroner for ærekrænkelse, men frikendt for anklagen om bagvaskelse.
Imidlertid bad Henning Hasle i Folketinget Steincke om forklaring på hvordan Calm kunne få indrejsetilladelse, når han angiveligt var eftersøgt for drab i Tyskland og sigtet for spionage i Sovjet. Til sammenligning blev der givet afslag på asylansøgninger fra jødiske flygtninge med pletfri baggrund og familie i Danmark. Steincke forsvarede sig med regelværket, hvorefter Calm var "politisk" flygtning med ret til asyl. Det var de andre ikke.

## Besættelsen
Hans popularitet i Sønderjylland var basis for tildelingen af tre mandater til DNSAP ved folketingsvalget i 1939. Det lykkedes ikke DNSAP at øge sit mandatantal ved valget fire år senere, hvor partiet opnåede 43.309 stemmer og et uændret mandattal på tre: Frits Clausen, Helge Bangsted og Ejnar Jørgensen. Kort tid efter valget reorganiserede Frits Clausen partiorganisationen ved at lukke flere af partiets kontorer og aviser og frasige sig den økonomiske støtte fra besættelsesmagten. Den 30. oktober 1943 trådte han midlertidigt tilbage fra førerposten, som han overlod til sin stedfortræder Theophilus Larsen (1892-1952), og meldte sig som læge i Waffen-SS. Tjenestetiden blev kun kort, da han grundet et misbrug blev indlagt på et afvænningshjem. I april vendte han tilbage til Danmark. Samme år tvang et "tremandsråd" i DNSAP ham til at nedlægge formandshvervet, og han blev senere ekskluderet af partiet.
Efter befrielsen den 5. maj 1945 blev Frits Clausen anholdt og interneret i Frøslevlejren, der i juni 1945 blev omdøbt til Fårhuslejren. I sin sidste tid sad han i Vestre Fængsel, hvor han døde den 5. december 1947 – samme dag, som anklageskriftet mod ham var udfærdiget. Han ligger begravet på Aabenraa Kirkegård.
1. august 1946 blev han ekskluderet af Den Danske Lægeforening.